# Raivuna manchuricola
Raivuna manchuricola är en insektsart som först beskrevs av Matsumura 1940.  Raivuna manchuricola ingår i släktet Raivuna och familjen Dictyopharidae. Inga underarter finns listade i Catalogue of Life.